# Milan Bortel
Milan Bortel (* 7. dubna 1987, Ilava) je slovenský fotbalový obránce, od ledna 2016 hráč rakouského klubu SV Horn.

## Fotbalová kariéra
Svou fotbalovou kariéru začal v Dubnici, kde prošel všemi mládežnickými kategoriemi a v roce 2005 přestoupil do italské Mandurie, kde již hrál pouze v prvním mužstvu. Po následných angažmách v S.S. Manfredonia Calcio, Calcio Catania a Real SPAL, se vrátil v roce 2012 na Slovensko a stal se posilou klubu ŠKF Sereď. Před sezonou 2012/13 zamířil na hostování do FC ViOn Zlaté Moravce.

### SK Slavia Praha
V zimním přestupovém období sezony sezóny 2012/13 přestoupil do SK Slavie Praha, kde podepsal kontrakt do 30.6.2014 s následnou opcí. Premiéru si v mužstu odbyl v prvním zápase jarní části 24. února 2013 proti domácí Sigmě Olomouc, Slavia zápas prohrála 1:2.
V zimním přestupovém období sezony 2013-14 Slavia Bortelovi oznámila, že si může hledat nové angažmá.

### FC Spartak Trnava
V červnu 2014 podepsal dvouletý kontrakt se slovenským klubem FC Spartak Trnava. S Trnavou se představil v Evropské lize UEFA 2014/15.

### SV Horn
V lednu 2016 odešel do třetiligového rakouského klubu SV Horn.